# Circonscription de Fremantle
Pour les articles homonymes, voir Fremantle (homonymie).
La circonscription de Fremantle est une circonscription électorale fédérale australienne en Australie-Occidentale. La circonscription a été créée en 1901 et est l'une des 75 circonscriptions de la première élection fédérale. Elle porte le nom de la ville de Fremantle qui elle-même porte le nom de Charles Fremantle, capitaine du Challenger, le navire qui amena les premiers colons en Australie-Occidentale.
Elle est située dans la banlieue sud de Perth et comprend les localités de Atwell, Bibra Lake, Coolbellup, Hamilton Hill, Palmyra, Spearwood ainsi que Fremantle.
C'est une circonscription sûre pour le Parti travailliste depuis 1934. Son représentant le plus connu est John Curtin qui fut Premier ministre d'Australie de 1941 à 1945.

## Représentants
| Nom               | Parti            | Période de mandat |
| ----------------- | ---------------- | ----------------- |
| Elias Solomon     | Free Trade       | 1901–1903         |
| William Carpenter | Travailliste     | 1903–1906         |
| William Hedges    | WAP              | 1906-1909         |
| William Hedges    | Commonwealth     | 1909–1913         |
| Reginald Burchell | Travailliste     | 1913–1916         |
| Reginald Burchell | Nationaliste     | 1916–1922         |
| William Watson    | Sans étiquette   | 1922-1928         |
| John Curtin       | Travailliste     | 1928–1931         |
| William Watson    | United Australia | 1931–1934         |
| John Curtin       | Travailliste     | 1934–1945         |
| Kim Beazley       | Travailliste     | 1945–1977         |
| John Dawkins      | Travailliste     | 1977–1994         |
| Carmen Lawrence   | Travailliste     | 1994–2007         |
| Melissa Parke     | Travailliste     | 2007–2016         |
| Josh Wilson       | Travailliste     | 2016–en cours     |

## Résultats des élections
| Parti                            | Parti                        | Candidat                     | Voix    | %     | ±      |
| -------------------------------- | ---------------------------- | ---------------------------- | ------- | ----- | ------ |
|                                  | Travailliste                 | Josh Wilson                  | 43 111  | 43,97 | +5,95  |
|                                  | Libéral                      | Bill Koul                    | 23 749  | 24,22 | −10,75 |
|                                  | Verts                        | Felicity Townsend            | 17 790  | 18,14 | +2,14  |
|                                  | Une nation                   | William Edgar                | 3 060   | 3,12  | −0,71  |
|                                  | Grand australien             | Ben Tilbury                  | 2 293   | 2,34  | +2,34  |
|                                  | Australie-Occidentale        | Janetia Knapp                | 2 248   | 2,29  | −0,27  |
|                                  | UAP                          | Stella Jinman                | 2 000   | 2,04  | +0,10  |
|                                  | Fédération                   | Cathy Gavranich              | 1 367   | 1,39  | +1,39  |
|                                  | Démocrates libéraux          | Yan Loh                      | 1 251   | 1,28  | +1,28  |
|                                  | Alliance socialiste          | Sam Wainwright               | 1 184   | 1,21  | +0,12  |
| Total des suffrages exprimés     | Total des suffrages exprimés | Total des suffrages exprimés | 98 053  | 94,21 | −0,39  |
| Votes nuls                       | Votes nuls                   | Votes nuls                   | 6 025   | 5,79  | +0,39  |
| Participation                    | Participation                | Participation                | 104 078 | 89,12 | −2,11  |
| Résultat de préférence bipartite |                              |                              |         |       |        |
|                                  | Travailliste                 | Josh Wilson                  | 65 585  | 66,89 | +9,97  |
|                                  | Libéral                      | Bill Koul                    | 32 468  | 33,11 | −9,97  |
|                                  | Travailliste retenir         | Travailliste retenir         | Swing   | +9,97 |        |